# Conistra jullieni
Conistra jullieni là một loài bướm đêm trong họ Noctuidae.